# Sorrell Hiperbipe
Sorrell SNS-7 Hiperbipe je ameriški dvosedežni akrobatski dvokrilnik. Letalo je bilo zasnovano za domačo gradnjo, kite je proizvajalo podjetje Sorrell Aviation iz Tenina, Washington.Spodnje krilo je nameščeno bolj naprej od zgornjega ("negative stagger"). Pristajalno podvozje z repnim kolesom je fiksno.
Trup, rep, nosilec motorja in pristajalno podvozje so grajeni iz varjenih jeklenih cevi. Krila so grajena iz vezanega lesa, pokrov motorja in aerodinamični pokrovi za kolesa pa iz fiberglasa. Trup in krilo so pokriti s tkanino.
Leta 2010 je bilo v uporabi okrog 25 letal Hiperbipe.

## Specifikacije (SNS-7)
Podatki iz Plane & Pilot and Pilot Friend
Splošne značilnosti
- Posadka: 1 pilot
- Število sedežev: 1 potnik
- Dolžina: 20 ft 10 in (6,35 m)
- Razpon kril: 22 ft 10 in (6,96 m)
- Višina: 5 ft 10,75 in (1,7971 m)
- Površina kril: 150 sq ft (14 m2)
- Aeroprofil: Symmetrical Sorrell design
- Teža praznega letala: 1.236 lb (561 kg)
- Bruto teža: 1.911 lb (867 kg) kategorija utility, 1690 lbs (766 kg) akrobatska verzija
- Kapaciteta goriva: 227 lbs
- Pogon letala: 1 × Lycoming IO-360-B1E 4-valjni, 4- taktni protibatni motor, 180 hp (130 kW)

Zmogljivost
- Maks. hitrost: 225 mph (362 km/h; 196 kn)
- Potovalna hitrost: 160 mph (139 kn; 257 km/h)
- Hitrost pri porušitvi vzgona: 49 mph (43 kn; 79 km/h)
- Doseg: 502 mi (436 nmi; 808 km)
- Višina leta (servisna): 20.000 ft (6.096 m)
- Obremenitev krila: 12,74 lb/sq ft (62,2 kg/m2)
- Razmerje moč/teža: 10,62 lb/KM